# Стомієві
Стомієві або голкоротові (Stomiidae) — родина костистих риб ряду Голкоротоподібні (Stomiiformes).

## Поширення
Родина розповсюджена у Атлантичному, Індійському, Тихому океанах.

## Опис
Більшість видів темнозабарвлені. Орган світіння у фотофорах відсутні. На підборідді є вусик, пов'язаний з гіпоїдним апаратом. Справжні зяброві тичинки відсутні. Це риби середнього розміру, що сягають 15-40 см завдовжки.

## Спосіб життя
Всі стомієві є глибоководними істотами (мешкають на глибині 300–500 м, інколи до 2000 м). Живляться дрібною рибою.

## Класифікація
Родина містить 28 родів і 285 видів:
- Astronesthinae
  - Astronesthes Richardson, 1845
  - Borostomias Regan, 1908
  - Eupogonesthes Parin & Borodulina, 1993
  - Heterophotus Regan & Trewavas, 1929
  - Neonesthes Regan & Trewavas, 1929
  - Rhadinesthes Regan & Trewavas, 1929
- Idiacanthinae
  - Idiacanthus Peters, 1877
- Malacosteinae
  - Aristostomias Zugmayer, 1913
  - Malacosteus Ayres, 1848
  - Photostomias Collett, 1889
- Melanostomiinae
  - Bathophilus Giglioli, 1882
  - Chirostomias Regan & Trewavas, 1930
  - Diplostomias Kotthaus, 1967
  - Echiostoma Lowe, 1843
  - Eustomias Vaillant in Filhol, 1884
  - Flagellostomias Parr, 1927
  - Grammatostomias Goode & Bean, 1896
  - Leptostomias Gilbert, 1905
  - Melanostomias Brauer, 1902
  - Odontostomias Norman, 1930
  - Opostomias Günther, 1887
  - Parabathophilus Matallanas, 1984
  - Photonectes Günther, 1887
  - Tactostoma Bolin, 1939
  - Thysanactis Regan & Trewavas, 1930
  - Trigonolampa Regan & Trewavas, 1930
  - Bathysphaera Beebe, 1932
  - Pachystomias Günther, 1887
- Stomiinae
  - Chauliodus Bloch & Schneider, 1801
  - Stomias Cuvier, 1816